# Eulasiona nigra
Eulasiona nigra är en tvåvingeart som beskrevs av Charles Howard Curran 1924. Eulasiona nigra ingår i släktet Eulasiona och familjen parasitflugor. Inga underarter finns listade i Catalogue of Life.